# Brandon Bair
Brandon Bair (Rexburg, 24 novembre 1984) è un giocatore di football americano statunitense che gioca nel ruolo di nella National Football League. Al college giocò a football all'Università dell'Oregon.

## Carriera professionistica

### Kansas City Chiefs
Dopo non essere stato scelto nel draft, Bair firmò il 27 luglio 2011 come free agent coi Kansas City Chiefs un contratto di 3 anni per un valore di 1,402 milioni di dollari, di cui 7.000 di bonus alla firma. Il 31 agosto 2012 venne svincolato, senza essere mai sceso in campo nella stagione regolare.

### Oakland Raiders
Il 12 settembre, Bair firmò un contratto di due anni del valore di 945.000 dollari con la squadra di allenamento degli Oakland Raiders. Il 28 dicembre venne promosso nel roster attivo per sostituire l'infortunato Richard Seymour. Concluse la stagione senza scendere mai in campo. Il 26 agosto 2013 venne svincolato, il giorno seguente venne inserito nella lista degli infortunati. Il 2 settembre venne svincolato dopo aver raggiunto un accordo assicurativo.

### Philadelphia Eagles
Nel 2013, Bair firmò coi Philadelphia Eagles. Vi giocò per tre stagioni disputando 21 partite (di cui 2 come titolare) e mettendo a segno 28 tackle e 1,5 sack.

## Statistiche
| Partite totali      | 21  |
| Partite da titolare | 2   |
| Tackle totali       | 28  |
| Intercetti fatti    | 1,5 |
| Fumble forzati      | 0   |

Statistiche aggiornate alla stagione 2015